# Conioscinella sordidella
Conioscinella sordidella är en tvåvingeart som först beskrevs av Zetterstedt 1848.  Conioscinella sordidella ingår i släktet Conioscinella och familjen fritflugor. Arten är reproducerande i Sverige. Inga underarter finns listade i Catalogue of Life.